# Vicki Lawrence
Vicki Lawrence, geboren als Vicki Ann Axelrad (Inglewood, 26 maart 1949), is een Amerikaanse actrice en voormalige zangeres.

## Carrière
Van 1965 tot 1967 zong Vicki Lawrence bij de performance-band The Young Americans. Vanaf 1967 speelde ze in het tv-programma The Carol Burnett Show. In hetzelfde jaar begon ze theaterwetenschap te studeren aan de Universiteit van Californië in Los Angeles. Voor haar optredens in The Carol Burnett Show kreeg ze een Emmy Award en vijf Emmy-nominaties.
In april 1973 stond Lawrence met de song The Night the Lights Went Out in Georgia twee weken lang op de toppositie van de Billboard Hot 100. Voor de single kreeg ze in hetzelfde jaar een gouden plaat voor de verkoop van een miljoen platen. De song werd geschreven door Bob Russell, waarmee ze was getrouwd van 1972 tot 1974. De navolgende single He Did With Me was in de Verenigde Staten een bescheiden hit, maar in Australië plaatste de song zich op de toppositie in de hitlijst. Na The Carol Burnett Show trad ze tot januari 1990 op in haar eigen tv-serie Mama's Family.
Vicki Lawrence zette zich in tegen drugsmisbruik en voor de nabestaanden van gedode politiemensen. Voor haar betrokkenheid als feministe kreeg ze in 1988 als eerste vrouw de onderscheiding Person of the Year van de Coalition of Labor Union Women. Korte tijd later werd ze presentatrice van de spelshow Win, Lose or Draw. Tussen 1992 en 1994 presenteerde ze het naar haar genoemde programma Vicky! Als enige presentatrice naast Oprah Winfrey werd ze genomineerd voor een Daytime Emmy. Vanaf de herfst van 1997 presenteerde ze voor een korte periode de talkshow Fox After Breakfast.
Sinds 2002 is ze op tournee met haar toneelprogramma Vicki Lawrence and Mama, A Two Woman Show. Van 2006 tot 2010 had ze in Hannah Montana de gastrol als Miley Stewarts (Miley Cyrus) grootmoeder. Bovendien maakt ze zich verder sterk voor mensen- en vrouwenrechten en de American Heart Association.

## Privéleven
In 1974 trouwde Vicki Lawrence met haar beste vriend en werkcollega Al Schultz. Ze hebben samen een dochter en een zoon.

## Filmografie

### Film
- 1982: Eunice, als Thelma Harper
- 1994: Hart to Hart: Old Friends Never Die, als Nora Kingsley
- 2006: Frank en Frey 2, als Granny Rose (stemrol)
- 2007: Larry the Cable Guy's Christmas Spectacular, als mama
- 2011: Annie Claus is Coming to Town, als Martha Claus

### Televisie
- 1967-1978: The Carol Burnett Show, als verschillende personages
- 1978: The Eddie Capra Mysteries, als Eve Randall
- 1978-1986: The Love Boat, als verschillende personages
- 1979: Carol Burnett & Company, als verschillende personages
- 1979-1983: Laverne & Shirley, als Alvinia T. Plout
- 1983–1990: Mama's Family, als Thelma Harper
- 1985: Anything for Love, als Elaine Monty
- 1985-1986: Murder, She Wrote, als Phoebe Carroll / Jackie MacKay
- 1991: Major Dad, als "Pookie" Pond
- 1993: Roseanne, als Phyllis Zimmer
- 1996: Diagnosis Murder, als Kitty Lynn
- 1997: Duckman
- 1999: Ally McBeal, als Dana
- 2001-2005: Yes, Dear, als Natalie Warner
- 2006-2010: Hannah Montana, als Ruthie "Mamaw" Stewart
- 2017-2018: Great News, als Angie Deltaliano
- 2018-2019: The Cool Kids, als Margaret
- 2022: The Resident, als Gloria Ortiz
- 2023: Call Me Kat, als mama
- 2023: The Really Loud House, als Joan Shivers
- 2024: Monsters: The Lyle and Erik Menendez Story, als Leigh
- 2024: Lopez vs. Lopez, als Ruthie Van Bryan

## Discografie

### Singles
- 1969: And I'll Go
- 1970: No, No
- 1973: The Night the Lights Went Out in Georgia
- 1973: He Did with Me
- 1974: Ships in the Night
- 1974: Mama's Gonna Make it All Better
- 1974: Old Home Movies
- 1975: The Other Woman
- 1976: There's a Gun Still Smokin' in Nashville
- 1976: The Other Man I've Been Slipping Around With
- 1977: Hollywood Seven
- 1979: Don't Stop the Music
- 1979: Your Lies

### Albums
- 1973: The Night the Lights Went Out in Georgia
- 1974: Ships in the Night
- 1979: Newborn Woman
- 1990: The Peter North Story

- Gemeinsame Normdatei: 122219139
- International Standard Name Identifier: 0000 0003 8232 3294
- Library of Congress Control Number: n94119863
- MusicBrainz: 86b453a5-87f2-4e7f-aa6b-ec9dfb378689
- SNAC: w6qm0b2k
- Virtual International Authority File: 265464938
- WorldCat: E39PBJcrgMCcJMBtWYqGwKDrMP